# Bafutia tenuicaulis
La  Bafutia tenuicaulis  C.D.Adams, 1962 è una specie di pianta angiosperma dicotiledone della famiglia delle Asteraceae (sottofamiglia Asteroideae). Bafutia tenuicaulis è anche l'unica specie del genere Bafutia  C.D.Adams, 1962.

## Etimologia
L'etimologia del nome del genere (Bafutia) deriva dalla località di ritrovamento della specie: Bafut-Ngemba, Camerun, Africa occidentale. L'epiteto specifico (tenuicaulis) indica delle piante con steli sottili.
Il nome scientifico della specie è stato definito dal botanico Charles Dennis Adams (1920-2005) nella pubblicazione " Kew Bulletin. Kew, England" ( Kew Bull. 15(3): 439) del 1962. Il nome scientifico del genere è stato definito nella stessa pubblicazione.

## Descrizione
Habitus. Le piante di questa specie sono piante erbacee a ciclo biologico annuo.
Fusto. 
- Parte ipogea: la parte sotterranea è un rizoma provvisto di radici secondarie.
- Parte epigea: la parte aerea è eretta e sottile.

Foglie. Le foglie si dividono in basali e cauline; lungo il caule sono disposte in modo alternato. Quelle cauline sono sessili; la lamina è intera con forme oblanceolate; i bordi sono seghettati.
Infiorescenza. Le sinflorescenze sono composte da pochi capolini organizzati in formazioni corimbose. Le infiorescenze vere e proprie sono formate da un capolino terminale peduncolato a forma discoide. In particolare i capolini sono composti da un involucro formato da diverse brattee, connate, disposte in modo più o meno embricato su una sola serie, al cui interno un ricettacolo fa da base solamente ai fiori di tipo tubuloso. Il ricettacolo in genere è nudo (senza pagliette) e può essere peloso o glabro.
Fiori.  I fiori sono tetra-ciclici (formati cioè da 4 verticilli: calice – corolla – androceo – gineceo) e pentameri (calice e corolla formati da 5 elementi). Sono inoltre ermafroditi, tubulosi e actinomorfi.
- Formula fiorale:

*/x K {\displaystyle \infty }, [C (5), A (5)], G 2 (infero), achenio
- Calice: i sepali del calice sono ridotti ad una coroncina di squame.
- Corolla: nella parte inferiore i petali della corolla sono saldati insieme e formano un tubo. In particolare la corolla dei fiori tubulosi termina con delle fauci dilatate a raggiera con cinque lobi. La forma dei lobi è oblunga-ovata. Il colore è rosa o porpora.
- Androceo: gli stami sono 5 con dei filamenti liberi; le antere invece sono saldate fra di loro e formano un manicotto che circonda lo stilo (sono inoltre prive di appendici filiformi). Le antere normalmente sono senza coda (ecaudate) e sono tetrasporangiate, raramente sono bisporangiate. Il tessuto endoteciale è radiale o polarizzato. Il polline è tricolporato (tipo "helianthoid").[12]
- Gineceo: lo stilo è corto, biforcato (raramente unico) con due stigmi nella parte apicale; gli stigmi hanno delle aree stigmatiche separate e sono ottuso-clavati. L'ovario è infero uniloculare formato da 2 carpelli.

Frutti. I frutti sono degli acheni con pappo. La forma dell'achenio è oblunga con superfici glabre. Il carpoforo è indistinto o distinto e ha la forma di un anello apicale. Il pappo, caduco, è bianco e formato da corte setole barbate.

## Biologia
Impollinazione: l'impollinazione avviene tramite insetti (impollinazione entomogama tramite farfalle diurne e notturne).
Riproduzione: la fecondazione avviene fondamentalmente tramite l'impollinazione dei fiori (vedi sopra).
Dispersione: i semi (gli acheni) cadendo a terra sono successivamente dispersi soprattutto da insetti tipo formiche (disseminazione mirmecoria). In questo tipo di piante avviene anche un altro tipo di dispersione: zoocoria. Infatti gli uncini delle brattee dell'involucro (se presenti) si agganciano ai peli degli animali di passaggio disperdendo così anche su lunghe distanze i semi della pianta. Inoltre per merito del pappo il vento può trasportare i semi anche a distanza di alcuni chilometri (disseminazione anemocora).

## Distribuzione e habitat
Questa specie si trova in Africa tropicale occidentale (Cameroun).

## Tassonomia
La famiglia di appartenenza di questa voce (Asteraceae o Compositae, nomen conservandum) probabilmente originaria del Sud America, è la più numerosa del mondo vegetale, comprende oltre 23.000 specie distribuite su 1.535 generi, oppure 22.750 specie e 1.530 generi secondo altre fonti (una delle checklist più aggiornata elenca fino a 1.679 generi). La famiglia attualmente (2021) è divisa in 16 sottofamiglie; la sottofamiglia Asteroideae è una di queste e rappresenta l'evoluzione più recente di tutta la famiglia.

### Filogenesi
Il genere di questa voce appartiene alla sottotribù Othonninae della tribù Senecioneae (una delle 21 tribù della sottofamiglia Asteroideae). In base ai dati filogenetici la sottotribù, all'interno della tribù, occupa una posizione più o meno centrale e insieme alla sottotribù Senecioninae forma un "gruppo fratello".
I seguenti caratteri sono distintivi per la sottotribù:
- l'areale di origine della maggior parte delle specie è africana ("Sub-Saharan Africa");
- la forma e la disposizione delle brattee dell'involucro è varia;
- questo gruppo inoltre mostra notevoli variazioni in alcuni caratteri morfologici, come la forma e la disposizione delle foglie, l'indumento, il tipo di infiorescenza e il colore dei fiori.

La struttura principale della sottotribù è formata da una politomia di tre subcladi: (1) Gymnodiscus e Crassothonna, (2) Euryops, (3) Othonna, Hertia e Lopholaena.
I caratteri distintivi per il genere  Bafutia sono:
- le foglie sono sessili;
- i capolini sono del tipo discoide (solamente fiori centrali tubulosi);
- la forma degli acheni è ellissoide;
- l'area di origine delle piante è l'Africa occidentale.

In alcune checklist il genere di questa specie è considerato sinonimo del genere Emilia Cass..